# 95 Herculis
95 Herculis (95 Her) es una estrella binaria en la constelación de Hércules situada a 470 años luz del sistema solar. La componente más brillante, 95 Herculis A (HD 164669 / HR 6730), es una gigante blanca de tipo espectral A5III y magnitud aparente +4,96, mientras que 95 Hercules B (HD 164668 / HR 6729) es una gigante amarilla de tipo G8III y magnitud +5,18. La separación visual entre ambas es de 6,3 segundos de arco.
95 Herculis A, la más caliente de las dos, tiene una temperatura aproximada de 8000 K y una luminosidad equivalente a 167 soles. Su tamaño, con un radio 6,8 veces mayor que el radio solar, no es tan grande dentro de las estrellas gigantes, y tiene una masa de 2,8 masas solares. Su elevada velocidad de rotación de 233 km/s —siendo éste el límite inferior— la lleva a completar una vuelta en menos de un día y medio.
Aunque visualmente menos brillante que su compañera, 95 Herculis B la supera en luminosidad cuando se considera la radiación infrarroja emitida, siendo entonces 194 veces más luminosa que el Sol. Tiene un radio 19,4 veces mayor que el radio solar. Su velocidad de rotación es de sólo 5,7 km/s, notablemente inferior al de 95 Herculis A, siendo su período de rotación igual o inferior a 170 días. Su metalicidad es menor que la solar, en torno a un 60% de la misma. Con una masa de 3,2 masas solares, es una estrella más evolucionada que su compañera, estimándose la edad del sistema en 500 millones de años.
La separación real entre 95 Herculis A y 95 Herculis B es de al menos 900 UA a la que, de acuerdo a sus masas, corresponde un período orbital de más de 11.000 años. En consecuencia, no se ha podido observar movimiento orbital alguno.